# Procaedicia signata
Procaedicia signata är en insektsart som beskrevs av Heinrich Hugo Karny 1926. Procaedicia signata ingår i släktet Procaedicia och familjen vårtbitare. Inga underarter finns listade i Catalogue of Life.